# Kyko Duarte
Kyko Duarte, de son vrai nom José Francisco Duarte, en 1975 à Malaga, est un auteur de bande dessinée espagnol.

## Œuvre

### Albums de bande dessinée
- Le Capitaine Fracasse, scénario de Mathieu Mariolle d'après le roman éponyme de Théophile Gautier, dessins de Kyko Duarte, Delcourt, collection Ex-libris
  1. Volume 1, 2008  (ISBN 978-2-7560-1273-5)
  2. Volume 2, 2009  (ISBN 978-2-7560-1325-1)
  3. Volume 3, 2010  (ISBN 978-2-7560-1326-8)
- Chroniques de la Guerre des Fées, scénario de Thomas Mosdi, dessins de Kyko Duarte, Soleil Productions, collection Soleil Celtic
  1. Dans la gueule du loup, 2011  (ISBN 978-2-302-01754-2)
  2. Aedlyn, 2012  (ISBN 978-2-302-02061-0)
- Dans la paume du diable, scénario de Mathieu Mariolle, dessins de Kyko Duarte, Glénat
  1. L'Usine à rêves, 2013  (ISBN 978-2-7493-0658-2)
- De sang froid, scénario de Mathieu Mariolle, dessins de Kyko Duarte, Bamboo Édition, collection Grand Angle
  1. Tome 1, 2004  (ISBN 2-915309-29-9)
  2. Tome 2, 2005  (ISBN 2-915309-86-8)
  3. Tome 3, 2006  (ISBN 2-915309-92-2)
- Elfes, Soleil Productions
  1. Le Crystal des Elfes bleus, scénario de Jean-Luc Istin, dessins de Kyko Duarte, 2013  (ISBN 978-2-302-02719-0)

### Albums d'illustrations
- Les Dragons, dessins d'Arnaud Boudoiron, Olivier Héban, Paolo Deplano, Gwendal Lemercier, Tregis, Kyko Duarte, Djief, Jean-Paul Bordier, Alain Brion, Pierre-Denis Goux, Valentin Sécher, Rémi Torregrossa et Erwan Seure-Le-Bihan, Soleil Productions, collection Soleil Celtic, 2011  (ISBN 978-2-302-01922-5)